# Legendary Blues Band
Die Legendary Blues Band wurde 1980 in Chicago von vormaligen Mitgliedern der Band von Muddy Waters gegründet. Die ursprüngliche Besetzung bestand aus Calvin „Fuzz“ Jones (Gesang, Bass, Violine), Willie „Big Eyes“ Smith (Schlagzeug), Pinetop Perkins (Piano 1980–85) und Jerry Portnoy (Mundharmonika 1980–86).
Im Laufe der Zeit spielten auch andere in der Band, darunter Louis Myers (Gitarre 1981), Little Smokey Smothers (Gitarre 1989), Billy Flynn (Gitarre 1989), Mark Koenig (Mundharmonika 1989) und Tony O (Gitarre 1990).
Die Band gewann eine Serie von Grammys und machte mit etlichen Größen des Blues Aufnahmen, darunter Buddy Guy, und Junior Wells. Sie gingen mit Bob Dylan, den Rolling Stones und Eric Clapton auf Tour und traten mit John Lee Hooker im Film The Blues Brothers auf.

## Diskografie
- Life of Ease (1981)
- Red Hot ’n’ Blue (1983)
- Woke up with the Blues (1989)
- Keepin’ the Blues Alive (1990)
- U B Da Judge (1991)
- Prime Time Blues (1992)
- Money Talks (1993)